# Kampfe Brothers
Pour les articles homonymes, voir Kampfe.
Kampfe Brothers (ou Kampfe Bros) est une société américaine spécialisée dans la fabrication de rasoirs et d'accessoires de manucure. Fondée dans les années 1870 par trois frères originaires d'Allemagne, elle est surtout connue pour avoir inventée le rasoir Star, ancêtre du rasoir de sûreté moderne. La société disparait en novembre 1919 lors de la fusion de plusieurs grands fabricants et marques de rasoirs au sein de l'American Safety Razor Corporation (en).